# Avraham Ofer
Avraham Ofer (hebrejsky: אברהם עופר, rodným jménem Avraham Hirsch, žil 1922 – 3. ledna 1977) byl izraelský politik a poslanec Knesetu za stranu Ma'arach.

## Biografie
Narodil se ve městě Chorostkiv v Polsku (dnes Ukrajina). V roce 1933 přesídlil do dnešního Izraele. Vystudoval střední školu a Hebrejskou univerzitu. Roku 1942 patřil mezi zakladatele kibucu Chamadja. V roce 1937 se zapojil do židovských jednotek Hagana, ve válce za nezávislost bojoval v izraelské armádě v izraelském námořnictvu s hodností podplukovníka (Sgan Aluf). Byl prvním velitelem námořní základny v Ejlatu.

## Politická dráha
Roku 1944 patřil mezi předáky mládežnické organizace strany Mapaj. Spoluzakládal mládežnickou vesnici ha-Kfar ha-Jarok, jejímž byl i prvním ředitelem. Roku 1952 byl zvolen tajemníkem strany Mapaj v regionu Tel Avivu. Od roku 1958 pracoval na izraelském ministerstvu zemědělství. V roce 1964 vedl izraelskou delegaci, jež vyjednávala s představiteli EHS. Koncem téhož roku byl jmenován generálním ředitelem firmy Ashdod Company. Roku 1965 byl zvolen do městské samosprávy v Tel Avivu a v letech 1965–1967 zde působil jako místostarosta. Roku 1967 se stal ředitelem firmy Šikun Ovdim.
V izraelském parlamentu zasedl poprvé po volbách v roce 1969, do nichž šel za formaci Ma'arach. Působil jako člen výboru pro ústavu, právo a spravedlnost a výboru House Committee. Opětovně byl na kandidátce Ma'arach zvolen poslancem i po volbách v roce 1973. Byl členem výboru pro ústavu, právo a spravedlnost. V letech 1974–1977 také zastával vládní post, konkrétně byl ministrem bydlení. Zemřel během funkčního období. Spáchal totiž sebevraždu kvůli stresu způsobenému vyšetřováním podezření ze zpronevěry peněz z podniku Šikun Ovdim. Tato podezření se po jeho smrti neprokázala.
Jeho jméno nese čtvrť Tel Avivu Neve Ofer.